# Doro Ording
Dorothea Henriette (Doro) Ording, född Nicolaysen 1901 i Oslo, död 1993, var en norsk målare. Hon var gift med Jørgen Fredrik Ording.
Hon var elev till Marcel Gromaire i Paris 1934 och till sin förste man, Carl von Hanno, och målade påverkad av dem fasta, gråstämda bilder som Krabber (1930, Nasjonalmuseet/Nasjonalgalleriet i Oslo). Senare utförde hon starkt expressionistiska raderingar.